# Motore rotativo

Il motore rotativo rappresenta un tipo di motore a combustione interna a ciclo Otto, caratterizzato nel suo funzionamento dalla rotazione dell'intero complesso dei cilindri attorno all'albero-motore. Questa rotazione dà luogo ad un effetto giroscopico che si oppone all'inclinazione dell'asse di rotazione, rendendo difficoltosa la manovra dei velivoli o veicoli.
Questo tipo di motore presenta un rapporto potenza peso molto più favorevole rispetto ai comuni motori tanto da essere stato utilizzato prima e durante la prima guerra mondiale sui primi aerei.

## Motore rotativo a pistoni radiali

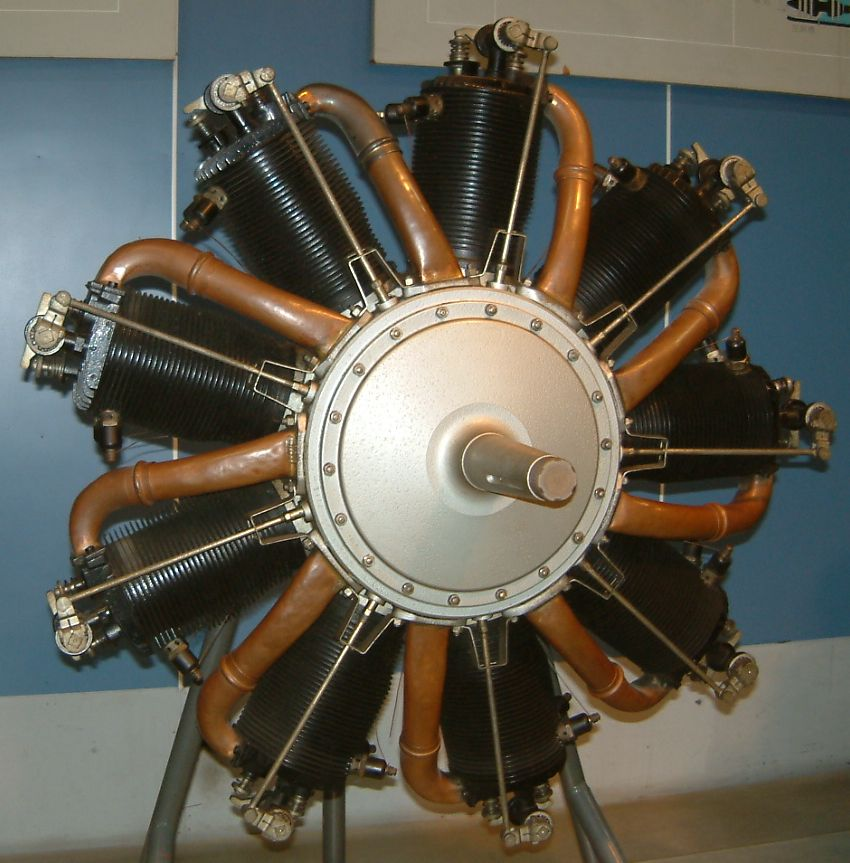
Motore a pistoni radiali rotativi Le Rhône 9C (singola stella)

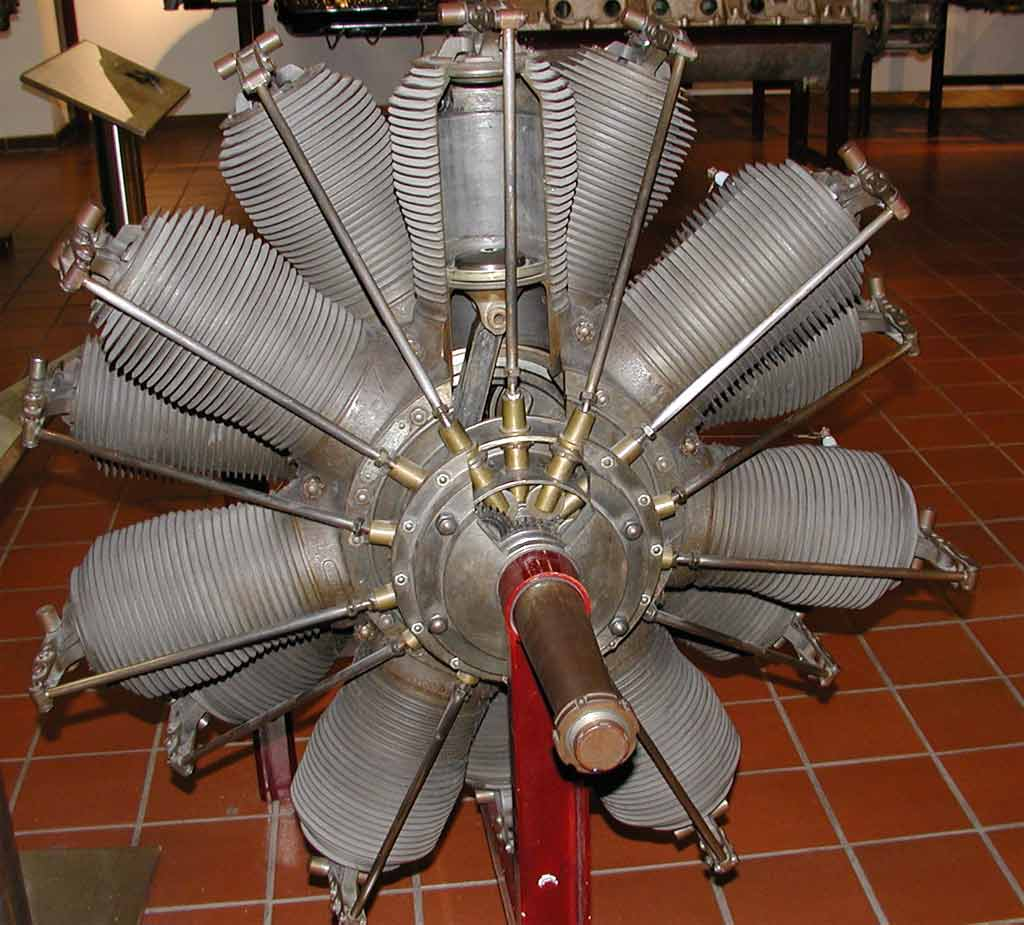
Motore a pistoni radiali rotativi Oberursel U.III (doppia stella)

I primi motori rotativi a pistoni radiali fecero la loro comparsa alla fine dell'Ottocento, ma solo nel 1899 Stephen Balzer realizzò un primo prototipo.
La produzione in serie arrivò solo nel 1908 con la ditta francese Gnome, che produsse un motore a 7 cilindri con l'alimentazione del carburante realizzata per travaso in apposite cavità dell'albero motore e della biella, attraverso il pistone e fino alla camera di combustione, con abolizione di meccanismi (quali camme, pulsanti e rinvii) di comando delle valvole e "pipe" d'ammissione rotative.
Per semplificare la manutenzione e diminuire l'usura, il motore fu dotato di una valvola di scarico in testa comandata dall'albero motore (con funzione di camma) e di un'apertura di accesso (per le revisioni). La stessa accensione della candela era fatta senza fili, ma ottenuta per induzione al passaggio in prossimità di una sorgente ad alta tensione durante la rotazione.
Questo tipo di motore trovò largo impiego in aeronautica per tutta la prima guerra mondiale, ma venne poi rapidamente soppiantato dal motore radiale fisso a pistoni.

Sebbene il motore radiale rotativo ed il motore radiale fisso siano entrambi caratterizzati dalla disposizione radiale dei cilindri, il loro funzionamento è radicalmente diverso: nel motore rotativo il blocco motore ruota su se stesso insieme con l'elica o col pignone, mentre l'albero a gomiti resta fermo, fissato al telaio del veicolo. Nel motore fisso, invece, è l'albero motore a ruotare ed il blocco motore rimane fisso, come nei comuni motori in linea.
La principale difficoltà nell'utilizzo di questi motori, oltre all'effetto giroscopico, era legato al controllo della carburazione. Dato che tutto il motore ruotava, la miscela di aria e benzina entrava attraverso una cavità nell'albero a gomiti (fisso e solidale con l'aereo) attraverso un miscelatore molto rudimentale che produceva una miscela molto ricca di benzina, coadiuvato da un comando per l'aria che veniva aperto fino a riportare la miscela a titolo stechiometrico. Dato che era quindi impossibile regolare il gas senza ingolfare il motore o farlo stallare, questi motori funzionavano normalmente "sempre al massimo", e una volta trovata la posizione di funzionamento ottimale, quando era necessario ridurre la potenza, come per l'avvicinamento in atterraggio, si preferiva interrompere l'accensione con un apposito interruttore.
Questo limitato controllo sui giri motore consentì di semplificare la costruzione arrivando ai motori "monosoupape" (monovalvola), nella quale un'unica valvola fungeva sia da valvola di aspirazione che di scarico (ed in genere era aperta direttamente in atmosfera): all'inizio del ciclo essa aspirava solo aria, e veniva chiusa prima che il pistone raggiungesse il punto morto inferiore. Questo creava una depressione nel cilindro, e al raggiungimento del punto morto, venivano scoperte delle luci di travaso (simili a quelle del motore a due tempi) dalle quali era aspirata nel cilindro la miscela ricca di benzina, che mescolandosi con l'aria raggiungeva il rapporto corretto per la combustione. Seguiva la normale fase di compressione, combustione ed espansione, con apertura anticipata della valvola in testa per equalizzare la pressione atmosferica nel cilindro prima che si tornasse nuovamente al punto morto inferiore; non essendoci differenza di pressione, non c'era passaggio di gas attraverso le luci di travaso, seguiva quindi la fase di scarico con la risalita del pistone, dopo la quale la valvola rimaneva aperta per far ricominciare il ciclo.
Dato che questi motori avevano inoltre un sistema di lubrificazione a perdere, l'olio era espulso dallo scarico ed andava ad imbrattare il pilota; essendo in genere gli oli lubrificanti del periodo a base di olio di ricino, questo creava problemi di malessere e nausea al pilota stesso.
L'uso del motore rotativo a pistoni fu quasi esclusivamente aeronautico, anche se non mancarono esempi di applicazioni su auto e moto.

## Motori rotativi privi di pistoni

### Motore Wankel

Schema del motore Wankel:
1 - Ugello di iniezione
2 - Ugello di scarico
3 - Camicia esterna
4 - Camera di combustione
5 - Ingranaggio centrale
6 - Rotore
7 - Ingranaggio interno
8 - Albero motore
9 - Candele di accensione
Animazione del motore

Una diversa tipologia di motori rotativi fece la sua comparsa negli anni cinquanta, con il motore Wankel, inventato nel 1954 dall'ingegnere tedesco Felix Wankel.
Questo tipo di motore, come altri di concezione simile sviluppati in seguito, è caratterizzato dalla presenza di rotore e dall'assenza di pistoni. Nel Wankel il rotore è di tipo prismatico a base triangolare equilatera con lati leggermente convessi.
Le prime applicazioni di questo motore furono sviluppate in campo motociclistico ed automobilistico dalla tedesca NSU Motorenwerke AG; nel 1966 venne immessa sul mercato la prestigiosa NSU Ro 80, una berlina che fu prodotta fino al 1977. Oggi solo la giapponese Mazda continua a produrre automobili dotate di questo particolare motore.
Nel 2015 al Tokyo Motor Show Mazda presenta la concept RX-Vision con il motore SKYACTIV-R evoluzione del motore rotativo.
Il motore Wankel ha conosciuto anche impiego nel settore aeronautico, anche se solo a livello sperimentale e nel campo dei velivoli non pilotati.

## Altri motori rotativi
Altri progetti collegati al motore rotativo e che hanno avuto scarse, o nulle, applicazioni pratiche sono:
- Motore toroidale
- Quasiturbina